# 마마 메초나
《마마 메초나》(스페인어: Mamá mechona)는 2014년 방영된 칠레의 텔레노벨라이다.